# Uropyxis holwayi
Uropyxis holwayi ist eine Ständerpilzart aus der Ordnung der Rostpilze (Pucciniales). Der Pilz ist ein Endoparasit der Hülsenfrüchtlergattungen Diphysa und Eisenhardtia. Symptome des Befalls durch die Art sind Rostflecken und Pusteln auf den Blattoberflächen der Wirtspflanzen. Sie ist im südlichen Nordamerika verbreitet.

## Merkmale

### Makroskopische Merkmale
Uropyxis holwayi ist mit bloßem Auge nur anhand der auf der Oberfläche des Wirtes hervortretenden Sporenlager zu erkennen. Sie wachsen in Nestern, die als gelbliche bis braune Flecken und Pusteln auf den Blattoberflächen erscheinen.

### Mikroskopische Merkmale
Das Myzel von Uropyxis holwayi wächst wie bei allen Uropyxis-Arten interzellulär und bildet Saugfäden, die in das Speichergewebe des Wirtes wachsen. Ihre Spermogonien wachsen zahlreich auf den Oberseiten der Wirtsblätter. Die Aecien der Art sind nicht bekannt. Gleiches gilt für die Uredien des Pilzes, möglicherweise bildet er keine aus. Die meist blattoberseitig um die Spermogonien wachsenden Telien der Art sind schwarz- bis zimtbraun, pulverig, zusammenfließend und früh unbedeckt. Die kastanienbraunen Teliosporen sind zweizellig und doppelwandig, in der Regel ellipsoid bis langellipsoid und meist 46–56 × 28–34 µm groß. Ihre Stiele sind farblos und apikal 30–60 µm dick geschwollen und 40–60 µm lang.

## Verbreitung
Das bekannte Verbreitungsgebiet von Uropyxis holwayi umfasst Arizona und Guatemala.

## Ökologie
Die Wirtspflanzen von Uropyxis holwayi sind Diphysa floribunda und verschiedene Eisenhardtia-Arten. Der Pilz ernährt sich von den im Speichergewebe der Pflanzen vorhandenen Nährstoffen, seine Sporenlager brechen später durch die Blattoberfläche und setzen Sporen frei. Die Art durchläuft einen wohl mikrozyklischen Entwicklungszyklus mit Spermogonien, Aecien und Telien. Als autoöker Parasit macht sie keinen Wirtswechsel durch.